# Àrtemis de Gabii
L'Àrtemis de Gabii és l'escultura d'una dona coberta amb un quitó drapat que representa probablement la dea Àrtemis i que s'atribueix tradicionalment a l'escultor Praxíteles. Trobada a l'antiga localitat de Gabii, formà part de la col·lecció de la família Borghese. Actualment és al Museu del Louvre amb el núm. d'inventari Dt. 529.

## Història
Gavin Hamilton descobrí l'estàtua en la propietat del príncep Borghese a Gabii, prop de Roma,[1] i de seguida la incorporà a les seues col·leccions. El 1807, el príncep es veié obligat a vendre-la a Napoleó a causa de les seues dificultats financeres, i l'escultura encara es troba al Museu del Louvre, des de 1820.[1]
L'Àrtemis de Gabii es feu molt popular al s. XIX. En l'Ateneu de Londres se'n va instal·lar una reproducció en escaiola; al Cour Carrée del Palau del Louvre se n'emplaçà un model en marbre al costat d'altres còpies de l'antiguitat,[1] i una altra rèplica en fosa es va situar en una font de la vila de Grancey-li-Château-Neuvelle, al departament de la Costa d'Or.[1]

## Descripció

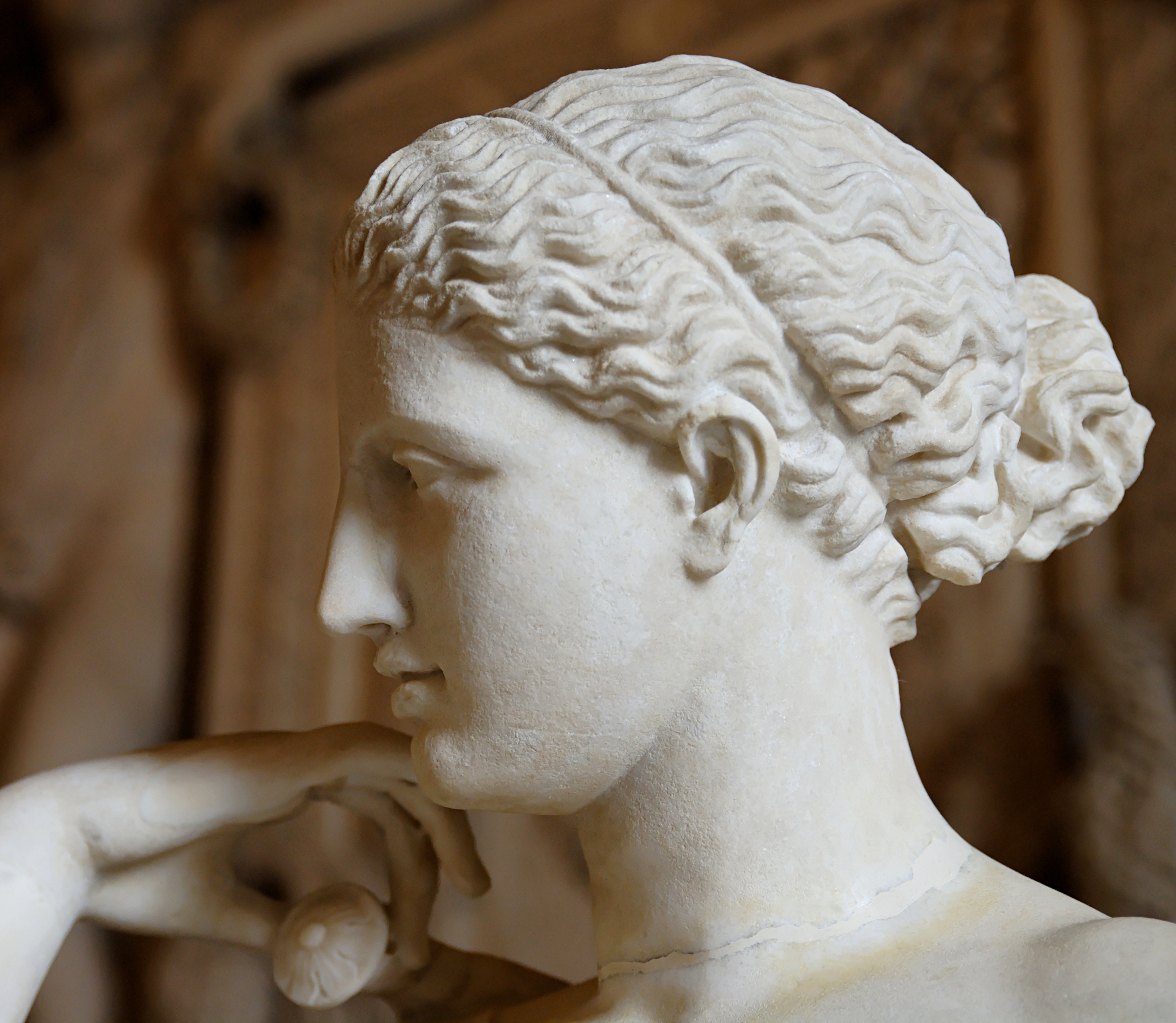
Detall del rostre d'Àrtemis de Gabii

L'escultura representa una dona jove dempeus, vestida amb quitó i està esculpida a grandària real. Tot el pes del cos descansa sobre la cama dreta, subjectada per un tronc d'arbre, mentre que la cama esquerra roman lliure. El peu esquerre està tirat cap enrere i el taló s'eleva lleugerament, amb la punta del peu girada cap a fora.
La deïtat s'ha identificat habitualment amb Àrtemis, la dea casta de la caça i de la natura salvatge, basant-se únicament en el vestit,[3] tot i que una altra hipòtesi minoritària considera l'estàtua com una representació d'Ifigenia. En efecte, la jove vist un quitó curt amb amples mànigues, típic de la dea caçadora. La túnica està nuada amb dos cinyells: un de visible al nivell de la cintura i l'altre, ocult, que permet doblegar una part del vestit, escurçar-lo i descobrir els genolls. Àrtemis fa el gest de cordar-se el mantell: la mà dreta sosté una fíbula i recull un faldó de la roba sobre la seua espatlla dreta, mentre que la mà esquerra aixeca l'altre faldó a l'alçada del pit. El moviment fa lliscar el coll del quitó, mostrant l'espatlla esquerra nua.
El cap està lleugerament girat a la dreta, encara que la dea en realitat no observa el que fa sinó que mira al buit, un gest habitual en les estàtues del segon classicisme. Els cabells ondats estan recollits al tos amb una cinta lligada a la part alta del clatell. Té els extrems units formant una espècie de trossa sostinguda per una segona cinta invisible.

## Atribució

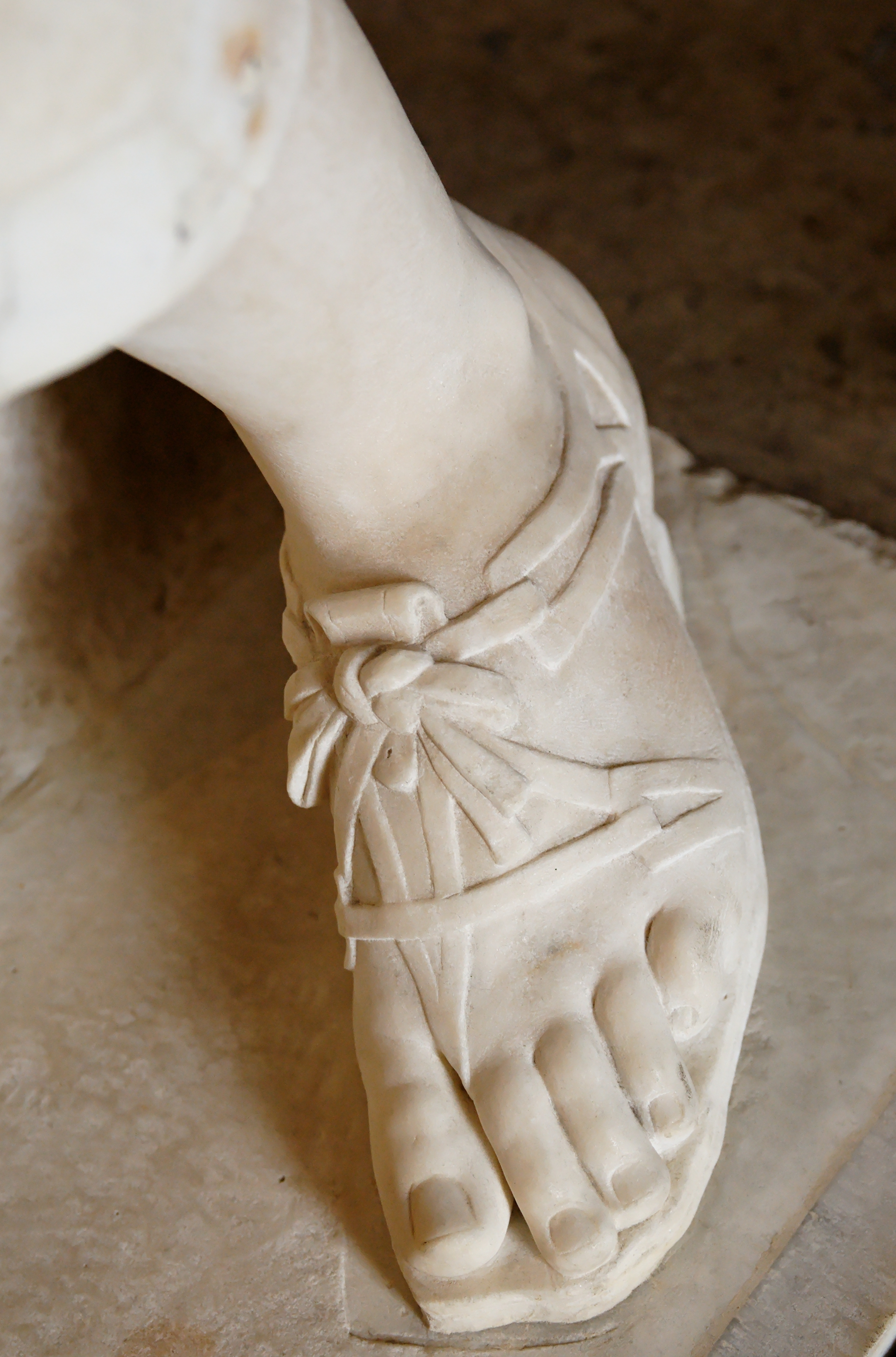
Detall de la sandàlia del peu esquerre

Segons Pausànies, Praxíteles era l'autor de l'efígie de l'Àrtemis Braurònia de l'acròpoli d'Atenes. En efecte, els inventaris del temple, datats del 346-347 ae, esmenten entre d'altres una «estàtua erigida» al lloc i descriuen la dea embolicada en un chitoniskos. Se sap a més que el culte d'Àrtemis Braurònia incloïa la consagració de les robes ofertes per les dones.
L'obra es conegué durant molt de temps com la Diana de Gabii, en la qual es mostraria acceptant el regal dels fidels. S'ha destacat també la semblança del cap amb la de l'Afrodita de Cnido i la de l'Apol·lo Sauròcton. S'ha posat, però, en dubte a diversos nivells. En primer lloc, s'ha demostrat que els inventaris descoberts a Atenes són còpies dels del santuari de Brauró. Per tant, no és cert que el culte atenés incloguera també l'ofrena de vestits. A més, el quitó curt seria anacrònic al segle iv. Segons això, l'estàtua seria més aviat de l'època hel·lenística. Finalment, una hipòtesi més recent reconeix que l'Àrtemis Braurònia en un cap del Museu de l'Àgora d'Atenes, anomenat cap Despinis.
Per això, la Diana de Gabii, caracteritzada per una gran qualitat, s'inscriu bé dins del considerat estil praxitelià, la qual cosa ha portat alguns especialistes a incloure-la entre les obres del mestre[10] o dels seus deixebles.